# Taliana Vargas
Pour les articles homonymes, voir Vargas.
Taliana Vargas, née le 20 décembre 1987 à Santa Marta, est une actrice, mannequin et présentatrice de télévision colombienne, qui est élue Miss Colombie 2007 et 1re dauphine de Miss Univers 2008. Durant le concours de Miss Univers 2008 elle se démarque en se hissant en première position aux épreuves de maillot de bain, mais également à l'épreuve des robes de soirée en obtenant le meilleur score jamais obtenu dans l'histoire du concours (9.829 / 10)

## Filmographie
- 2017: Narcos de José Padilha : Paola Salcedo[1]